# Ginnastica artistica ai XVI Giochi del Mediterraneo
Le gare di Ginnastica ai XVI Giochi del Mediterraneo si sono svolte dal 29 giugno al 3 luglio 2009 presso il PalaTricalle di Chieti, una struttura della capacità di 2400 spettatori, situata a circa 3 km dal Villaggio Mediterraneo dove risiedono gli atleti, e il PalaUniverso di Silvi Marina, struttura di circa 2000 spettatori a 28 km dal Villaggio Mediterraneo. Il programma è stato articolato prevedendo l'assegnazione di un totale di 14 medaglie d'oro.

## Specialità
Le specialità per la Ginnastica Artistica sono state:
- Concorso Individuale (maschile e femminile)
- Concorso a Squadre (maschile e femminile)
- Corpo Libero (maschile e femminile)
- Cavallo (maschile)
- Anelli (maschile)
- Volteggio (maschile e femminile)
- Parallele Asimmetriche (femminile)
- Parallele Simmetriche (maschile)
- Sbarra (maschile)
- Trave (femminile)

In questa edizione per la Ginnastica Artistica ogni squadra è stata composta da cinque ginnasti/e di cui quattro hanno partecipato ad ogni esercizio agli attrezzi. 

## Calendario
Le gare hanno seguito il seguente calendario:
| ● | Competizioni | ● | Finali |

| Giugno/Luglio |    |    |    |    |    |    |    |    |    |
| 26            | 27 | 28 | 29 | 30 | 01 | 02 | 03 | 04 | 05 |
|               |    |    | ●  | ●  | ●  | ●  | ●  |    |    |

## Podi

### Uomini
| Evento                | Oro                                                                              | Perform. | Argento                                                                               | Perform. | Bronzo                                                                                   | Perform. |
| Ginnastica artistica  |                                                                                  |          |                                                                                       |          |                                                                                          |          |
| Concorso individuale  | Benoît Caranobe                                                                  | 88.500   | Enrico Pozzo                                                                          | 88.100   | Hamilton Sabot                                                                           | 88.050   |
| Concorso a squadre    | Italia Alberto Busnari Matteo Morandi Paolo Ottavi Enrico Pozzo Andrea Cingolani | 267.500  | Francia Pierre-Yves Beny Thomas Bouhail Benoît Caranobe Danny Pinheiro Hamilton Sabot | 267.300  | Spagna Javier Gómez Fuertes Sergio Muñoz Rafael Martínez Fabián González Manuel Carballo | 264.000  |
| Corpo libero          | Eleftherios Kosmidis                                                             | 15.650   | Filip Ude                                                                             | 15.200   | Fabián González                                                                          | 15.000   |
| Cavallo a maniglie    | Alberto Busnari                                                                  | 15.175   | Hamilton Sabot                                                                        | 14.875   | Sergio Muñoz                                                                             | 14.550   |
| Anelli                | Danny Pinheiro                                                                   | 16.075   | Matteo Morandi                                                                        | 15.825   | Pierre-Yves Beny                                                                         | 15.225   |
| Volteggio             | Thomas Bouhail                                                                   | 14.642   | Andrea Cingolani                                                                      | 15.775   | Wajdi Bouallegue                                                                         | 15.462   |
| Parallele simmetriche | Manuel Carballo                                                                  | 14.875   | Danny Pinheiro                                                                        | 14.725   | Rafael Martínez                                                                          | 14.675   |
| Sbarra                | Enrico Pozzo                                                                     | 15.400   | Aljaž Pegan                                                                           | 15.000   | Hamilton Sabot                                                                           | 14.875   |

### Donne
| Evento                 | Oro                                                                                           | Perform. | Argento                                                             | Perform. | Bronzo                                                                                              | Perform. |
| Ginnastica artistica   |                                                                                               |          |                                                                     |          | |          |
| Concorso individuale   | Youna Dufournet                                                                               | 56.950   | Elisabetta Preziosa                                                 | 56.450   | Pauline Morel                                                                                       | 55.950   |
| Concorso a squadre     | Francia Marine Petit Rose Eliandre Bellemare Youna Dufournet Aurelie Malaussena Pauline Morel | 166.900  | Italia Elisabetta Preziosa Andrea La Spada Paola Galante Emily Armi | 166.800  | Grecia Vasilikī Millousī Evgenia Zafeiraki Andriana Syrigou Viktoria Tsakalidou Paschalina Mitrakou | 159.600  |
| Corpo libero           | Elisabetta Preziosa                                                                           | 14.175   | Rose Eliandre Bellemare                                             | 13.875   | Emily Armi                                                                                          | 13.825   |
| Volteggio              | Youna Dufournet                                                                               | 13.975   | Gosku Uctas                                                         | 13.650   | Evgenia Zafeiraki                                                                                   | 13.612   |
| Parallele asimmetriche | Youna Dufournet                                                                               | 14.675   | Pauline Morel                                                       | 14.250   | Paola Galante                                                                                       | 14.000   |
| Trave d'equilibrio     | Vasilikī Millousī                                                                             | 14.725   | Youna Dufournet                                                     | 14.625   | Elisabetta Preziosa                                                                                 | 14.450   |

## Medagliere
| Posizione | Paese    |    |    |    | Totale |
| --------- | -------- | -- | -- | -- | ------ |
| 1         | Francia  | 7  | 6  | 4  | 18     |
| 2         | Italia   | 4  | 5  | 3  | 13     |
| 3         | Grecia   | 2  | 0  | 2  | 4      |
| 4         | Spagna   | 1  | 0  | 4  | 6      |
| 5         | Croazia  | 0  | 1  | 0  | 1      |
| 5         | Slovenia | 0  | 1  | 0  | 1      |
| 5         | Turchia  | 0  | 1  | 0  | 1      |
| 8         | Tunisia  | 0  | 0  | 1  | 1      |
| Totale    | Totale   | 15 | 15 | 15 | 45     |